# Gîsca, Căușeni
Gîsca (în rusă Гиска, transliterat: Ghiska, în ucraineană Гиска, transliterat: Hiska) este un sat din raionul Căușeni, Republica Moldova. Din punct de vedere adminstrativ-teritorial, de jure, Gîsca face parte din raionul Căușeni, dar de facto se află sub controlul Transnistriei și aparține de orașul Bender.

## Amplasare

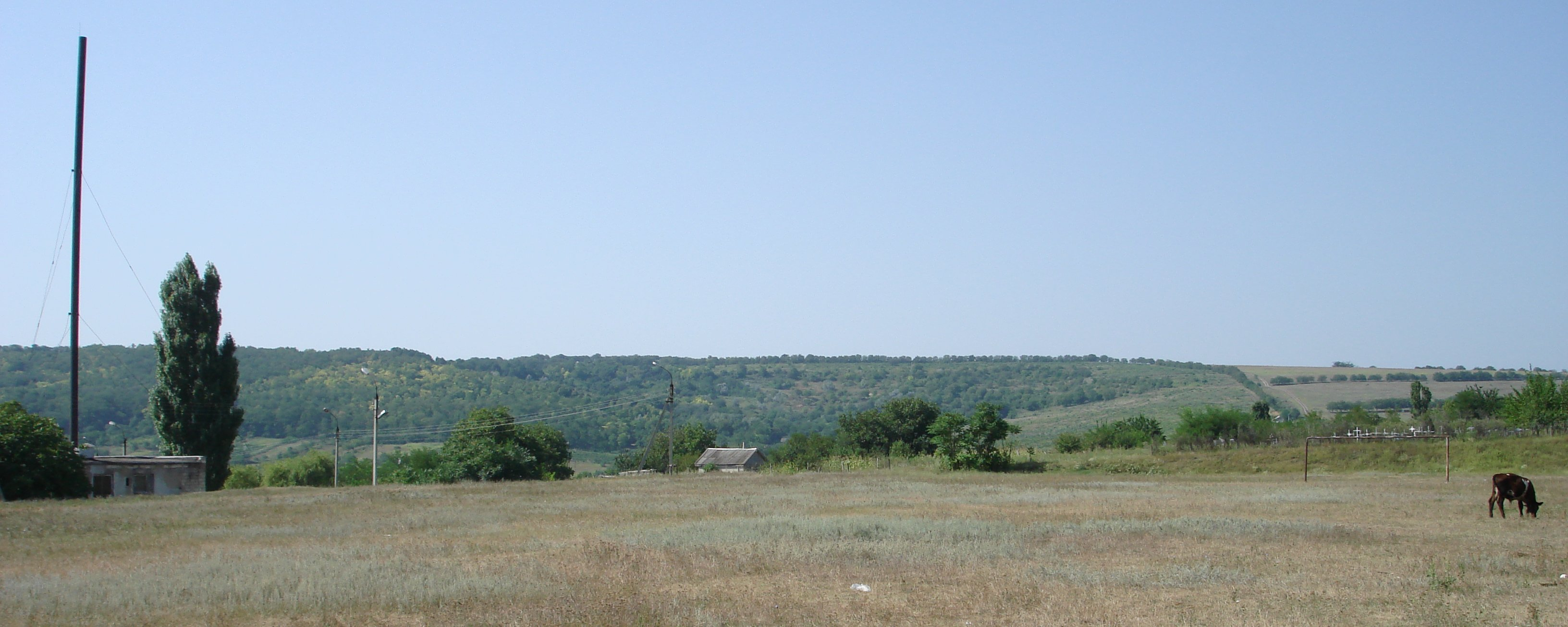
Panoramă lângă sat

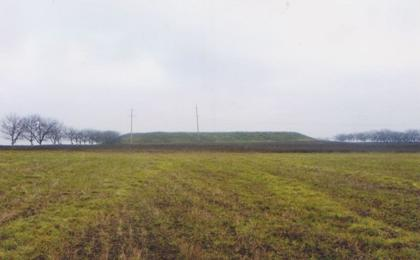
ru dintre Gîsca și Hagimus

Localitatea Gîsca este situată aproape de orașul Tighina.

## Sistem de transport
Gîsca este legată de orașul Tighina prin ruta de autobuz nr. 4 și microbuzele nr. 4a și 16. Costul călătoriei este de 3,5 ruble transnistreane pentru autobuz și 5 ruble transnistrene pentru microbuz.

## Obiective principale
Școala nr. 20, colegiu agrar-industrial, sovhoz.

## Istorie
În perioada sovietică, Gîsca intră în raionul Căușeni. După proclamarea independenței nelegale a Transnistriei, comuna trece sub jurisdicția sa.
Dicționarul Geografic al Basarabiei, de Zamfir Arbore, 1904:
Gâșca, sat mare, în jud. Bender, așezat în valea Hârbovăților. Pozițiunea geografică: 47°47' lat, 27°3' long. Se întinde la V. spre E., pe o distanță de un km. La S. de sat este un deal înalt de 72 stânj. deasupra n. m. numit de ruși "Moghila Suvarov". Are 240 case, cu populație de 2045 suflete. Împrejurul satului sunt vii, grădini cu pomi. Satul Gâșca, propriu zis, este azi o suburbie a orașului Bender.

## Componență etnică
Conform recensământului din anul 2004, populația localității era de 4.841 locuitori, dintre care 819 (16,91%) moldoveni (români), 719 (14,85%) ucraineni si 2.956 (61,06%) ruși.
- ruși
- ucraineni
- bulgari
- moldoveni/români
- rromi
- găgăuzi
- armeni
- bieloruși